# 豊場村
豊場村（とよばむら）は、愛知県西春日井郡にかつてあった村。現在の豊山町豊場に該当する。

## 沿革
- 明治22年（1889年）10月1日 - 町村制の施行により、豊場村が単独で自治体を形成。
- 明治39年（1906年）7月16日 - 青山村と合併して豊山村が発足。同日豊場村廃止[1]。